# Marcel Sulliger
Marcel Sulliger (ur. 17 lipca 1967 w Saanenmöser) – szwajcarski narciarz alpejski, uczestnik Zimowych Igrzysk Olimpijskich 1994 w Lillehammer.

## Osiągnięcia

### Igrzyska olimpijskie
| Miejsce | Dzień     | Rok  | Miejscowość | Konkurencja | Czas biegu  | Strata  | Zwycięzca  |
| ------- | --------- | ---- | ----------- | ----------- | ----------- | ------- | ---------- |
| 17.     | 19 lutego | 1994 | Lillehammer | Kombinacja  | 3:24,00 min | +6,47 s | Lasse Kjus |

### Mistrzostwa świata juniorów
| Miejsce | Dzień     | Rok  | Miejscowość | Konkurencja | Czas biegu  | Strata  | Zwycięzca          |
| ------- | --------- | ---- | ----------- | ----------- | ----------- | ------- | ------------------ |
| 32.     | 28 lutego | 1985 | Jasná       | Zjazd       | 1:21,83 min | +3,82 s | Giorgio Piantanida |
| 34.     | 2 marca   | 1985 | Jasná       | Gigant      | 2:27,45 min | +9,90 s | Robert Žan         |

### Puchar Świata

#### Miejsca w klasyfikacji generalnej
- 1991/1992: 69.
- 1992/1993: 91.
- 1993/1994: 60.
- 1994/1995: 94.
- 1995/1996: 146.
- 1996/1997: 132.